# Toyota Vitz
El Toyota Vitz (トヨタ・ヴィッツ Toyota Vittsu?) es una línea de automóviles subcompactos hatchback de 3 y 5 puertas producidos desde 1998 por el fabricante japonés Toyota. Actualmente en su tercera generación, el Toyota Vitz, nombre que ha sido usado constantemente en Japón y el mercado asiático, pero también conocido en otros países por la conocida exportación de Japón de sus vehículos usados a otros países del mundo, en otros mercados internacionales el mismo vehículo recibió el nombre de Toyota Yaris o también conocido como Toyota Echo en algunos mercados en su primera generación.
Hasta el año 2010, las primeras dos generaciones han logrado 3.5 millones de unidades vendidas, incluyendo más de 1.4 millones de unidades vendidas en Japón.

## Primera Generación 1998 - 2006
La primera generación de serie XP10 del Toyota Vitz, fue diseñado por Sotiris Kovos, en el ED2 estudio de Toyota en Europa. La producción comenzó a finales de 1998, con ventas para enero de 1999, en el mercado Europeo las ventas comenzaron dos meses después como el Toyota Yaris. El nombre de Toyota Echo fue usado cuando fue lanzado en Australia en octubre de 1999.
El Echo y el Yaris son nombres de la versión de exportación para el Toyota Platz, que es la versión sedan del Vitz. El toyota Vitz y el Platz fueron diseñados usando la misma plataforma, la mecánica es muy idéntica y ambos muestran un tablero parecido.
En vez de convencionales instrumentos análogos, el Vitz utilizó instrumentos digitales los cuales fueron montados en una consola en el centro del tablero, donde se puede apreciar el velocímetro, el rango de revoluciones en la versión RS, incluido un pequeño tablero digital que marca el odometro, el combustible y la hora.

### Vitz RS
El Vitz "RS" fue lanzado al mercado en el año 2001. El modelo "RS" fue equipado de la siguiente manera. La máscara delantera es de tipo malla que incluye el logo RS, el parachoques delantero incluye un arreglo tipo malla y neblineros antiniebla, faldones laterales, el parachoques posterior con micas de luz más grandes, spoiler original y aros de aleación de 15 pulgadas.
En el interior es decorado en negro, un volante forrado en cuero, manijas de puerta cromadas, perilla de cambios forrada en cuero y un centro cromado, covertores laterales de piso con modelado RS, además su tablero era equipado con los tacometros de color blanco con un pequeño logo de RS.
El Vitz RS tenía dos motores disponibles, el 1.3 Litros motor 2NZ-FE y un 1.5 Litros motor 1NZ-FE.

### Vitz RS Turbo por TRD
Modificado por Toyota Racing Development (TRD) con frenos más potentes al tener calipers más grandes y una suspensión con calibración más firme este modelo tenía un motor de 1.5 Litros motor 1NZ-FE turboalimentado que alcanzaba una potencia de 157hp

### Vitz RS Turbo Compressor
Modificado por Jimze o BLITZ con frenos más potentes al tener calipers más grandes y una suspensión con calibración más firme, este modelo tiene un motor de 1.5 Litros motor 1NZ-FE alimentado con un compressor que alcanzaba una potencia de 168hp y dicho motor fue fabricado hasta el 2016
|                                  |
| Motor Toyota 1NZ-FE Turbo: 157HP |

|                            |
| Toyota Yaris Vitz RS, Perú |